# گذرگاه کلیسورا

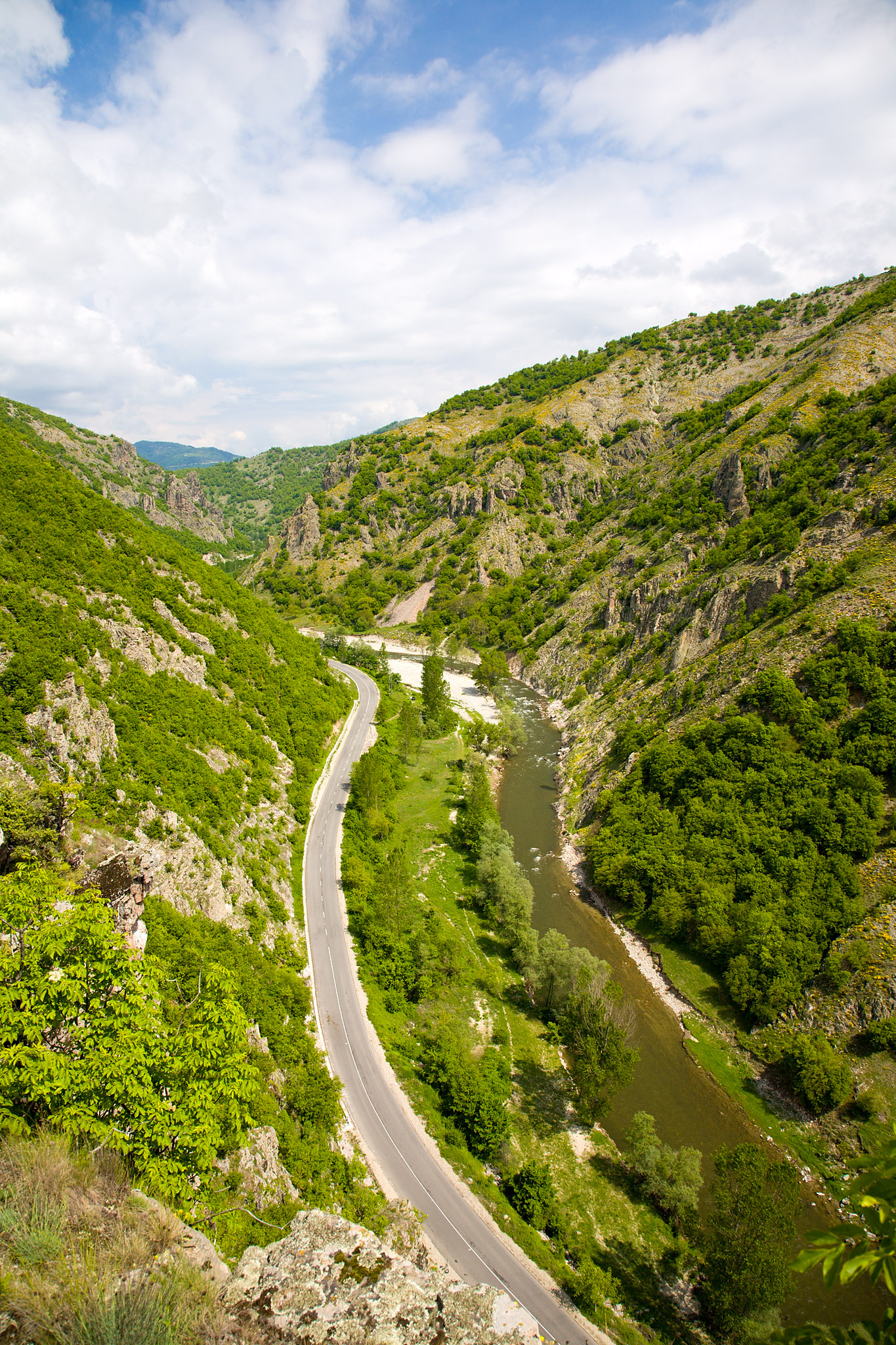

گذرگاه کلیسورا (آلبانیایی: Gryka e Këlcyrës) ژرف‌دره‌ای است در جنوب آلبانی که توسط رودخانه آووس، در نزدیکی شهر کلسیر ایجاد شده‌است.
این تنگه در طول نبرد تسخیر گذرگاه کلیسورا در طول جنگ یونان و ایتالیا در جنگ جهانی دوم معروف شد. یک گورستان نظامی یونانی برای سربازان کشته شده یونانی در داخل گذرگاه واقع شده‌است.